# Brasura flexuosa
Brasura flexuosa är en insektsart som beskrevs av Nielson 1982. Brasura flexuosa ingår i släktet Brasura och familjen dvärgstritar. Inga underarter finns listade i Catalogue of Life.